# McKesson
McKesson Corporation, Маккессон корпорейшн — американская фармацевтическая компания, крупный дистрибьютор лекарственных средств и оператор сети аптек. Штаб-квартира — в Ирвинге, штат Техас. В списке крупнейших компаний мира Forbes Global 2000 за 2021 год McKesson заняла 546-е место (11-е по размеру выручки, 597-е по активам и 613-е по рыночной капитализации).

## История
Основана в 1833 году в Нью-Йорке Чарльзом Олкоттом (Charles Olcott) и Джоном МакКессоном (John McKesson) под названием Olcott & McKesson. Компания стартовала как импортёр и поставщик лекарственных растений. По мере роста бизнеса в число компаньонов влился третий партнёр, Дэниэл Роббинс (Daniel Robbins) и после смерти Олкотта в 1853 году компания была переименована в McKesson & Robbins. В 1926 году компанию купил Фрэнк Костер, как позже выяснилось, его настоящее имя было Филип Мусика (Phillip Musica), он был неоднократно судим за контрабанду, рэкет и мошенничество; его личность была раскрыта в 1938 году после пропажи со счетов компании 3 млн долларов, которые Костер заплатил шантажировавшему его бывшему сообщнику. В декабре 1938 года Костер застрелился.
Следующей вехой в истории компании стало враждебное поглощение калифорнийской молочной компанией Foremost Dairies. Объединённая компания получила название Foremost-McKesson, Inc., её интересы охватывали кроме оптовой торговли медикаментами и молочной продукцией производство вина и спиртных напитков, химическую и строительную отрасли. В 1976 году были куплены C.F. Mueller Company, крупнейший в США производитель макаронных изделий, и Gentry International, компания по переработке лука и чеснока. В 1979 году компанию возглавил Нил Харлан, под его руководством были куплены несколько конкурирующих компаний в сфере фармацевтики, а большинство активов в других отраслях были проданы. В 1984 году название было изменено на McKesson Corporation.
В 1999 году была куплена HBO & Company. В 2000 году было заключено соглашение о поставках медикаментов в торговую сеть Walmart. В 2010 году за 2,16 млрд долларов была куплена компания US Oncology, Inc.
В 2014 году была куплена базирующаяся в Штутгарте (Германия) компания Celesio, международный дестрибьютер лекарственных препаратов; на её основе была создана дочерняя структура McKesson Europe.
В 2017 году McKesson была участником нескольких исков против штата Арканзас в связи с поставками бромида векурония, который используется для смертной казни; в соответствии с соглашением с Pfizer, McKesson не имел права продавать его исправительным учреждениям.
McKesson была одним из главных обвиняемых в развитии опиоидной эпидемии в США. В 2008 году компания заплатила штраф в размере 13 млн долларов за несообщение властям о крупных поставках гидрокодона. В 2017 году штраф за аналогичное нарушение составил уже 150 млн долларов. В январе 2022 года McKesson, AmerisourceBergen, Cardinal Health и Johnson & Johnson согласились в досудебном порядке уплатить 26 млрд долларов.
В 2019 году штаб-квартира была перенесена из Сан-Франциско (где она находилась со времени слияния с Foremost Dairies) в Ирвинг, штат Техас.

## Собственники и руководство
Рыночная капитализация на Нью-Йоркской фондовой бирже на декабрь 2022 года — $53 млрд.
- Дональд Кнаусс (Donald R. Knauss, род. в 1951 году) — председатель совета директоров с апреля 2022 года; ранее возглавлял компанию Clorox (2006—2015).
- Брайан Скотт Тайлер (Brian Scott Tyler) — главный исполнительный директор с апреля 2019 года, в компании с 1997 года.

## Деятельность
На компанию приходится треть продаж рецептурных препаратов в Северной Америке. Её сеть в Канаде и Европе насчитывает 10 500 аптек (собственных и работающих на правах франчайзинга. Крупнейшим покупателем является CVS Health (21 % выручки).
Подразделения по состоянию на 2021 год:
- Фармацевтика в США — распространение патентованных лекарств, дженериков и безрецептурных препаратов, других медицинских товаров в США; выручка 189 млрд долларов.
- Международная деятельность — продажа оптовым и розничным торговцам медикаментами в Канаде и 13 странах Европы; выручка 36 млрд долларов.
- Медицинско-хирургические решения — продажа хирургических инструментов и медицинского оборудования, в том числе производимых под собственной торговой маркой в США; выручка 10 млрд долларов.
- Рецептурные технологии — применение информационных технологий в торговле медикаментами; выручка 3 млрд долларов.

В число аптек компании входит сеть франчайзинговых аптек, оперирующих под торговой маркой Health Mart.
|                     | 2005   | 2006  | 2007  | 2008  | 2009  | 2010  | 2011  | 2012  | 2013  | 2014  | 2015  | 2016  | 2017  | 2018  | 2019  | 2020  | 2021   | 2022   |
| ------------------- | ------ | ----- | ----- | ----- | ----- | ----- | ----- | ----- | ----- | ----- | ----- | ----- | ----- | ----- | ----- | ----- | ------ | ------ |
| Оборот              | 79,10  | 86,98 | 92,98 | 101,7 | 106,6 | 108,3 | 111,7 | 122,3 | 122,1 | 137,6 | 179,0 | 190,9 | 198,5 | 208,4 | 214,3 | 231,1 | 238,2  | 264,0  |
| Чистая прибыль      | -0,157 | 0,751 | 0,913 | 0,990 | 0,823 | 1,263 | 1,202 | 1,403 | 1,338 | 1,258 | 1,476 | 2,258 | 5,070 | 0,067 | 0,034 | 0,900 | -4,539 | 1,114  |
| Активы              | 18,78  | 20,96 | 23,94 | 24,60 | 25,27 | 28,19 | 30,89 | 33,09 | 34,79 | 51,76 | 53,87 | 56,52 | 60,97 | 60,38 | 59,67 | 61,25 | 65,02  | 63,30  |
| Собственный капитал | 5,275  | 5,907 | 6,273 | 6,121 | 6,193 | 7,532 | 7,220 | 6,831 | 7,070 | 8,522 | 8,001 | 8,924 | 11,10 | 9,804 | 8,094 | 5,309 | -0,021 | -2,272 |